# 楊滄白墓
楊滄白墓位於重慶市巴南區東泉鎮東泉村，文物遺址年代為1984年，1987年1月23日列為重慶市第二批市級文物保護單位初定名單。1992年3月19日列為重慶市第二批市級文物保護單位。2000年9月7日列為第一批重慶市文物保護單位。